# Grossesse sous surveillance
Pour plus de détails, voir Fiche technique et Distribution.
Grossesse sous surveillance (A Deadly Adoption) est un téléfilm américain réalisé par Rachel Goldenberg, diffusé le 20 juin 2015 sur Lifetime. Tiré d'une histoire vraie.

## Synopsis
Affecté par la perte de leur futur second enfant et ne pouvant plus avoir d'enfants, un couple accueille la jeune femme dont ils veulent adopter l'enfant, mais cette dernière s'immisce dangereusement dans leur vie.

## Fiche technique
Sauf indication contraire, les informations mentionnées dans cette section peuvent être confirmées par la base de données cinématographiques IMDb,  présente dans la section « Liens externes ».
- Titre : Grossesse sous surveillance
- Titre original : A Deadly Adoption
- Réalisation : Rachel Goldenberg (créditée Rachel Lee Goldenberg)
- Scénario : Andrew Steele
- Photographie : Adam Silver
- Casting : Michael Testa
- Costumes : Jane Johnston
- Montage : Bill Parker
- Musique : Mj Mynarski
- Sociétés de production : Gary Sanchez Productions, Marvista Entertainment et National Picture Show Entertainment
- Pays : États-Unis
- Langue : anglais
- Format : couleur — 1,78:1 — 16/9 HD — son stéréophonique
- Genre : Drame, thriller
- Durée : 84 minutes
- Dates de première diffusion :
  -  États-Unis : 20 juin 2015 sur Lifetime
  -  France : 27 août 2015 sur TF1[2]

## Distribution
- Will Ferrell (VF : Maurice Decoster) : Robert Benson
- Kristen Wiig (VF : Marie-Laure Dougnac) : Sarah Benson
- Jessica Lowndes (VF : Pamela Ravassard) : Bridgette / Joni
- Alyvia Alyn Lind (VF : Jennifer Fauveau) : Sully
- Jake Weary : Dwayne Tisdale
- Brooke Lyons : Christine
- Debra Christofferson : Ellen
- Erik Palladino (VF : Stéphane Pouplard) : le shérif
- Bryan Safi (VF : Stéphane Marais) : Charlie
Version française
  - Studio de doublage : Mediadub International
  - Direction artistique : Ivana Coppola
  - Adaptation : Christophe Galland

 Source et légende : version française (VF) sur RS Doublage et Nouveau Forum Doublage Francophone

## Production
Le 1er avril 2015, il a été révélé que Will Ferrell, Kristen Wiig et Jessica Lowndes sont les vedettes d'un film parodiant le genre des films de Lifetime, réalisée par Rachel Goldenberg et écrit par Andrew Steele, tandis qu'Adam McKay, via la société de production Gary Sanchez Productions, et Ferrell sont crédités en tant que producteurs exécutifs.

## Audience
Le téléfilm a été vu par 2,063 millions de téléspectateurs lors de sa première diffusion.

## Accueil critique
Dans les pays anglophones, Grossesse sous surveillance obtient un accueil négatif des critiques, avec seulement 20 % d'avis positifs sur le site Rotten Tomatoes, pour 20 critiques et une moyenne de 5⁄10.